# G dura
In italiano, G dura è l'espressione usata per indicare il suono occlusivo velare sonoro [g], rappresentato, a seconda dei casi, dalla lettera G o dal digramma GH, in opposizione alla cosiddetta "G dolce" avente, rispetto a questa, un comportamento praticamente opposto e complementare.
In definitiva, la G dura è a tutti gli effetti uno dei 30 fonemi del sistema fonologico italiano, che per ragioni storico-linguistiche non ha trovato nell'evoluzione grafica dell'alfabeto latino una collocazione letterale specifica, dovendo così convivere in uno statuto grafico complementare con la "G dolce"; questo ha fatto sì che pur avendo fonologicamente un valore distintivo all'interno della lingua italiana, non tutti gli italofoni abbiano reale coscienza della sua autonoma esistenza.

## Rappresentazione nell'italiano
La G dura viene rappresentata in italiano attraverso due grafie complementari
- G (grafema) - davanti alle consonanti o alle vocali -A,  -O e -U, rappresentanti vocali medie o posteriori, esempio:

gas- /ˈɡas/
gogò - /ˈɡoɡo*/
gusto- /ˈɡusto/
- GH (digramma) - davanti alle restanti lettere vocali -I -E  esempi:

ghetto - /ˈɡetto/
ghiro - /ˈɡiro/
Le stesse regole valgono anche nel caso in cui la "G dura" viene geminata ([ɡɡ]), ovvero gg davanti alle consonanti e alle vocali -A, -O e -U, e ggh dinnanzi alle vocali -I ed -E.